# Lifestyle business
Um lifestyle business, ou negócio de estilo de vida, é um negócio criado e administrado por seus fundadores principalmente com o objetivo de sustentar um nível específico de renda e não mais; ou fornecer uma base para desfrutar de um estilo de vida específico.
Alguns tipos de empresa são mais acessíveis do que outros para o modelo lifestyle business. Aqueles que exigem capital extensivo (por exemplo: fabricação de automóveis) são difíceis de criar e sustentar com base nesse modelo; outros, como pequenas empresas de serviços e negócios online são mais viáveis para empreendedores individuais ou pequenas sociedades, como colegas ou casais.
As empresas de estilo de vida normalmente têm escalabilidade e potencial de crescimento limitados, porque esse crescimento destruiria o estilo de vida para o qual seus proprietários-gerentes os estabeleceram. No entanto, as empresas de estilo de vida podem ganhar prêmios e proporcionar satisfação a seus proprietários e clientes . Se produtores criativos de alta qualidade suficientes começarem a se agrupar naturalmente, como em Brighton, Inglaterra, durante os anos 90, a percepção de um lugar poderá ser radicalmente alterada (consulte o agrupamento de Porter ). 
These are firms that depend heavily on founder skills, personality, energy, and contacts. Often their founders create them to exercise personal talent or skills, achieve a flexible schedule, work with other family members, remain in a desired geographic area, or simply to express themselves. But without the founder’s deep personal involvement, such businesses are likely to, well, flounder. Professional investors are therefore rarely involved with lifestyle businesses.

## Contexto cultural
O termo é usado de maneiras favoráveis e depreciativas. Um exemplo de pessoas que promovem favoravelmente o conceito de Empresas de estilo de vida incluem A semana de trabalho de 4 horas de Tim Ferriss e outros numerosos blogs que enfatizam o conceito de renda passiva com o mesmo objetivo das empresas de estilo de vida. Esses indivíduos criam uma imagem de negócios de estilo de vida e renda passiva que promove um estilo de vida fácil e algo que os indivíduos devem aspirar. No sentido depreciativo, um negócio iniciado com a intenção de se tornar uma startup, mas que, em vez disso, se torna um negócio menor, é frequentemente referido como um estilo de vida por investidores ou outros detratores.